# Ammosperma cinerea
Ammosperma cinerea là một loài thực vật có hoa trong họ Cải. Loài này được (Desf.) Baill. mô tả khoa học đầu tiên năm 1871.